# 1437
Il 1437 (MCDXXXVII in numeri romani) è un anno  del XV secolo.

## Eventi
- Alberto II d'Asburgo succede all'imperatore tedesco Sigismondo.

## Nati
- 5 gennaio - Annio da Viterbo, religioso, umanista e falsario italiano († 1502)
- 7 marzo - Anna di Sassonia, principessa tedesca († 1512)
- 13 aprile - Francesco Pucci, politico italiano († 1518)
- 2 maggio - Filippo Buonaccorsi, umanista e scrittore italiano († 1496)
- 1º giugno - Pier Filippo Pandolfini, politico italiano († 1497)
- 6 agosto - Guglielmo de' Pazzi, politico italiano († 1516)
- 30 settembre - Drusiana Sforza, nobile († 1474)
- 4 ottobre - Giovanni IV di Baviera, duca tedesco († 1463)
- 7 ottobre - Sohye di Joseon, regina coreana († 1504)
- 9 novembre - Giovanni Lanfredini, banchiere e politico italiano († 1490)
- 26 dicembre - Luigi Capra, vescovo cattolico italiano († 1499)
- Isaac Abrabanel, politico, filosofo e rabbino portoghese († 1508)
- Ambrogio da Rosate, medico e astrologo italiano († 1522)
- Francesco di Simone Ferrucci, scultore italiano († 1493)
- Joost de Lalaing, nobile e militare olandese († 1483)
- Alessandra di Pomerania-Stolp, nobile († 1451)
- Jan di Rabštein, scrittore e presbitero boemo († 1473)
- Ambrosino da Tormoli, pittore italiano
- Angelo di Giovanni da Verona, scultore italiano († 1508)

## Morti
- 3 gennaio - Caterina di Valois, sovrana francese (n. 1401)
- 22 gennaio - Niccolò Niccoli, letterato e umanista italiano (n. 1365)
- 21 febbraio - Giacomo I di Scozia, re (n. 1394)
- 24 marzo - Jean de la Rochetaillée, cardinale e patriarca cattolico francese
- 26 marzo - Walter Stewart, conte di Atholl, nobile scozzese
- 7 aprile - Maria I d'Alvernia, nobile francese (n. 1376)
- 14 aprile - Giovanni Benedetti, vescovo cattolico italiano
- 22 maggio - Jean de Villiers de L'Isle-Adam, nobile e generale francese
- 10 giugno - Giovanna di Navarra, regina (n. 1370)
- 28 giugno - Lucia d'Este, nobildonna italiana (n. 1419)
- 14 luglio - Adolfo, Duca di Jülich-Berg, nobile tedesco
- 6 agosto - Francesco Aregazzi, vescovo cattolico italiano (n. 1375)
- 29 agosto - Ulrich Putsch, vescovo cattolico italiano
- 9 settembre - Lucido Conti, cardinale italiano (n. 1388)
- 14 ottobre - Simon di Utrecht, marinaio olandese
- 29 ottobre - Antonio Fluvian de Riviere, cavaliere medievale spagnolo
- 20 novembre - Thomas Langley, cardinale e vescovo cattolico britannico (n. 1363)
- 21 novembre - Brunoro della Scala, nobiluomo italiano
- 9 dicembre - Sigismondo di Lussemburgo, sovrano (n. 1368)
- Barsbāy, sultano egiziano
- Malatesta I Baglioni, condottiero italiano (n. 1390)
- Heinrich von Böckenförde
- Girolamo Fiocchi, storico italiano (n. 1348)
- Robert Graham, nobile scozzese
- Bernardino Ubaldini, condottiero italiano (n. 1389)
- Bianca di Coucy, nobildonna francese

## Calendario
| Calendario 1437 | Calendario 1437 | Calendario 1437 | Calendario 1437 | Calendario 1437 | Calendario 1437 | Calendario 1437 | Calendario 1437 | Calendario 1437 | Calendario 1437 | Calendario 1437 | Calendario 1437 | Calendario 1437 | Calendario 1437 | Calendario 1437 | Calendario 1437 | Calendario 1437 | Calendario 1437 | Calendario 1437 | Calendario 1437 | Calendario 1437 | Calendario 1437 | Calendario 1437 | Calendario 1437 | Calendario 1437 | Calendario 1437 | Calendario 1437 | Calendario 1437 | Calendario 1437 | Calendario 1437 | Calendario 1437 | Calendario 1437 | Calendario 1437 |
| --------------- | --------------- | --------------- | --------------- | --------------- | --------------- | --------------- | --------------- | --------------- | --------------- | --------------- | --------------- | --------------- | --------------- | --------------- | --------------- | --------------- | --------------- | --------------- | --------------- | --------------- | --------------- | --------------- | --------------- | --------------- | --------------- | --------------- | --------------- | --------------- | --------------- | --------------- | --------------- | --------------- |
|                 | 1               | 2               | 3               | 4               | 5               | 6               | 7               | 8               | 9               | 10              | 11              | 12              | 13              | 14              | 15              | 16              | 17              | 18              | 19              | 20              | 21              | 22              | 23              | 24              | 25              | 26              | 27              | 28              | 29              | 30              | 31              |                 |
| Gennaio         | Ma              | Me              | Gi              | Ve              | Sa              | Do              | Lu              | Ma              | Me              | Gi              | Ve              | Sa              | Do              | Lu              | Ma              | Me              | Gi              | Ve              | Sa              | Do              | Lu              | Ma              | Me              | Gi              | Ve              | Sa              | Do              | Lu              | Ma              | Me              | Gi              |                 |
| Febbraio        | Ve              | Sa              | Do              | Lu              | Ma              | Me              | Gi              | Ve              | Sa              | Do              | Lu              | Ma              | Me              | Gi              | Ve              | Sa              | Do              | Lu              | Ma              | Me              | Gi              | Ve              | Sa              | Do              | Lu              | Ma              | Me              | Gi              |                 |                 |                 |                 |
| Marzo           | Ve              | Sa              | Do              | Lu              | Ma              | Me              | Gi              | Ve              | Sa              | Do              | Lu              | Ma              | Me              | Gi              | Ve              | Sa              | Do              | Lu              | Ma              | Me              | Gi              | Ve              | Sa              | Do              | Lu              | Ma              | Me              | Gi              | Ve              | Sa              | Do              |                 |
| Aprile          | Lu              | Ma              | Me              | Gi              | Ve              | Sa              | Do              | Lu              | Ma              | Me              | Gi              | Ve              | Sa              | Do              | Lu              | Ma              | Me              | Gi              | Ve              | Sa              | Do              | Lu              | Ma              | Me              | Gi              | Ve              | Sa              | Do              | Lu              | Ma              |                 |                 |
| Maggio          | Me              | Gi              | Ve              | Sa              | Do              | Lu              | Ma              | Me              | Gi              | Ve              | Sa              | Do              | Lu              | Ma              | Me              | Gi              | Ve              | Sa              | Do              | Lu              | Ma              | Me              | Gi              | Ve              | Sa              | Do              | Lu              | Ma              | Me              | Gi              | Ve              |                 |
| Giugno          | Sa              | Do              | Lu              | Ma              | Me              | Gi              | Ve              | Sa              | Do              | Lu              | Ma              | Me              | Gi              | Ve              | Sa              | Do              | Lu              | Ma              | Me              | Gi              | Ve              | Sa              | Do              | Lu              | Ma              | Me              | Gi              | Ve              | Sa              | Do              |                 |                 |
| Luglio          | Lu              | Ma              | Me              | Gi              | Ve              | Sa              | Do              | Lu              | Ma              | Me              | Gi              | Ve              | Sa              | Do              | Lu              | Ma              | Me              | Gi              | Ve              | Sa              | Do              | Lu              | Ma              | Me              | Gi              | Ve              | Sa              | Do              | Lu              | Ma              | Me              |                 |
| Agosto          | Gi              | Ve              | Sa              | Do              | Lu              | Ma              | Me              | Gi              | Ve              | Sa              | Do              | Lu              | Ma              | Me              | Gi              | Ve              | Sa              | Do              | Lu              | Ma              | Me              | Gi              | Ve              | Sa              | Do              | Lu              | Ma              | Me              | Gi              | Ve              | Sa              |                 |
| Settembre       | Do              | Lu              | Ma              | Me              | Gi              | Ve              | Sa              | Do              | Lu              | Ma              | Me              | Gi              | Ve              | Sa              | Do              | Lu              | Ma              | Me              | Gi              | Ve              | Sa              | Do              | Lu              | Ma              | Me              | Gi              | Ve              | Sa              | Do              | Lu              |                 |                 |
| Ottobre         | Ma              | Me              | Gi              | Ve              | Sa              | Do              | Lu              | Ma              | Me              | Gi              | Ve              | Sa              | Do              | Lu              | Ma              | Me              | Gi              | Ve              | Sa              | Do              | Lu              | Ma              | Me              | Gi              | Ve              | Sa              | Do              | Lu              | Ma              | Me              | Gi              |                 |
| Novembre        | Ve              | Sa              | Do              | Lu              | Ma              | Me              | Gi              | Ve              | Sa              | Do              | Lu              | Ma              | Me              | Gi              | Ve              | Sa              | Do              | Lu              | Ma              | Me              | Gi              | Ve              | Sa              | Do              | Lu              | Ma              | Me              | Gi              | Ve              | Sa              |                 |                 |
| Dicembre        | Do              | Lu              | Ma              | Me              | Gi              | Ve              | Sa              | Do              | Lu              | Ma              | Me              | Gi              | Ve              | Sa              | Do              | Lu              | Ma              | Me              | Gi              | Ve              | Sa              | Do              | Lu              | Ma              | Me              | Gi              | Ve              | Sa              | Do              | Lu              | Ma              |                 |